# Rennier Gadabu
Rennier Stanislaus Gadabu est un homme politique nauruan.

## Biographie
Titulaire d'un diplôme de licence d'Études agricoles de l'université du Pacifique Sud en 2012, il est employé au bureau des quarantaines du ministère de l'Intérieur de Nauru, et suit des études complémentaires d'un an en gestion du réchauffement climatique à cette même université. Il est ensuite nommé un temps premier secrétaire à la mission permanente de Nauru à l'Organisation des Nations unies à New York, auprès de l'ambassadrice Marlene Moses, avant d'entrer en politique.
Il se présente avec succès dans la circonscription d'Aiwo aux élections législatives de 2019, y battant le ministre sortant du Commerce et de l'Environnement Aaron Cook. Le nouveau président de la République Lionel Aingimea le nomme alors ministre du Réchauffement climatique, ministre du Commerce, de l'Industrie et de l'Environnement, et ministre du Développement des infrastructures, dans son gouvernement composé presque entièrement de députés dont c'est le premier mandat législatif (et exécutif),,. En juin 2021, il annonce au Nations unies que le gouvernement nauruan vise à réduire sa dépendance aux énergies fossiles importées et à developper l'usage des énergies renouvelables (notamment solaire et éolienne), et demande  « une aide technique et financière internationale » pour atteindre un mix énergétique à 50 % renouvelable dès 2023.
Conservant son siège de député aux élections législatives de septembre 2022, il est nommé ministre de l'Environnement et du Changement climatique, de l'Agriculture, du Développement des infrastructures, et de la RONPHOS par le nouveau président Russ Kun,. Le 25 octobre 2023, le président Kun perd la confiance du Parlement et doit démissionner. Rennier Gadabu se présente alors au suffrage de ses pairs pour la présidence de la République ; il recueille les voix de neuf députés, à égalité avec David Adeang, ce qui entraîne un report du vote au 27 octobre.